# Hadí vrch
Hadí vrch je přírodní rezervace poblíž obce Staré Město pod Landštejnem v okrese Jindřichův Hradec, v katastrálním území Rajchéřov. Oblast spravuje Agentura ochrany přírody a krajiny ČR. Důvodem ochrany jsou porosty jalovce obecného (Juniperus communis) s vyvinutými acidofilními vřesovištními společenstvy. Jedná se o bývalé balvanité pastviny, které mají mimo jiné i vysokou estetickou hodnotu.

## Charakteristika
Horninovým podkladem je žula číměřského typu (moldanubický pluton). V horní části vrcholu Výhon (647 m n. m.) se nachází několik nízkých mrazových srubů s deskovitou odlučností horniny, pod nimi pak balvanové moře. Půdním pokryvem je kambizem typická, silně kyselá.

## Flóra
Otevřené balvanité plochy porůstají charakteristicky vyvinutými keříčkovými vřesovištními společenstvy, v nichž převažují vřes obecný (Calluna vulgaris) a borůvka černá (Vaccinium myrtillus). Typicky je vyvinuto mechové a lišejníkové patro na kamenech, roste zde ploník jalovcový (Polytrichum juniperinum) či několik druhů rodů pupkovec (Umbilicaria spp.) a dutohlávka (Cladonia spp.). Keřové patro tvoří rozptýlené porosty jalovce obecného (Juniperus communis), do nichž proniká krušina olšová (Frangula alnus).
Na jižních svazích lokality se vyskytují teplomilné křovité dřeviny, hrušeň planá (Pyrus pyraster) a hloh tuholistý (Crataegus x fallacina). Severní a západní svahy jsou porostlé druhotným lesem z náletu s převahou borovice lesní (Pinus sylvestris). Na zrašelinělém stanovišti v severozápadní části je vyvinuta mozaika společenstev rašelinných luk a krátkostébelných smilkových pastvin.

## Fauna
PR Hadí vrch je jediným nalezištěm drobného motýla pernatušky vřesovištní (Oxyptilus ericetorum) v České republice. Žijí tu některé chladnomilné podhorské druhy brouků z rodů střevlíček, drabčík a tesařík. Mezi pozoruhodné druhy lze zařadit i bedlobytku (Cordyla brevicornis), pro kterou je Hadí vrch jedinou lokalitou v Čechách, vrtalku (Metopomyza flavonotata), která byla v Čechách zjištěna teprve v poslední době, nebo mouchu (Lispocephala alma), jejíž výskyt byl zde v Čechách potvrzen.
Z větších zvířat se na lokalitě vyskytuje linduška lesní (Anthus trivialis), v době hnízdění zde byl zastižen jeřábek lesní (Bonasa bonasia) a sluka lesní (Scolopax rusticola).

## Péče a využití
Porosty na svazích vznikly přirozenou sukcesí z náletu na opuštěných bývalých pastvinách po 2. světové válce. Horní okraje borového lesa se postupně do hloubky prosvětlují za účelem uvolnění dosud vitálních jalovců v podrostu. V zapojených porostech na úpatí svahů se provádějí jen běžné výchovné zásahy a zdravotní probírky. V samotných jalovcových porostech je třeba systematicky odstraňovat nálet a výmladky listnatých dřevin, zejména krušiny olšové. Okraj chráněného území je přístupný po veřejné cestě.